# Die Kartenlegerin
Die Kartenlegerin ist ein Schwank von Wilfried Wroost, der durch die Fernsehaufzeichnung des Ohnsorg-Theaters bekannt wurde. Als Sondersendung zur ARD-Fernsehlotterie wurde die Ausstrahlung von 14. September 1968 bundesweit bekannt. Regie führte Hans Mahler. Die Komödie spielt größtenteils in Hamburg.

## Handlung
Wilhelmine Lührs (Heidi Kabel) lebt in einer kleinen Wohnung, zusammen mit ihrem etwas einfach gestrickten Neffen Fiete (Edgar Bessen). Sie verdient sich ein kleines Zubrot, indem sie Bekannten aus der Nachbarschaft „die Karten legt“. Tatsächlich liest sie aus den Spielkarten allerdings nichts, stattdessen lässt sie den ihr erzählten Klatsch in die „Vorhersagen“ einfließen. Obwohl sie ihre „Dienste“ an sich gratis anbietet, erhält sie, diverser Lügen über ihre finanzielle Situation sei Dank, meist doch ein Honorar.
Als der reiche Bauer Peter Henck (Otto Lüthje) und sein Freund Karl Marks (Ernst Grabbe) zu ihr kommen, haben sie allerdings ein eher unseriöses Angebot: Sie bitten Frau Lührs gegen Bezahlung, Hencks Frau Ida (Erna Raupach-Petersen), die kürzlich mit der Polizei in Konflikt kam, etwas „bange zu machen“. Scheinbar widerstrebend geht Frau Lührs auf das Angebot ein. Dank der Informationen von Gesa Wesseloh (Christa Wehling), der Freundin von Hencks Sohn Otto (Jochen Schenck), gelingt es Frau Lührs, Ida Henck von ihrem Können zu überzeugen und ihr Angst vor der Staatsgewalt zu machen. Ihr Versuch, Ottos und Gesas Verbindung einen mütterlichen Segen zu entlocken, scheitert allerdings.
Kurz nach ihrem Besuch bei den Hencks fliegt der Schwindel dann doch auf: Ida verklagt Frau Lührs wegen Hochstapelei und es kommt zum Gerichtstermin. Der Richter (Willy Millowitsch) hat jedoch mehr Mühe, mit Ida fertigzuwerden, welche den Mund nicht halten will, als mit Frau Lührs, die sich reuig und – tatsächlich – ehrlich zeigt. Auch der Staatsanwalt (Karl-Heinz Kreienbaum) kann kein Verbrechen erkennen. Am Ende wird Ida wegen ungebührlichen Verhaltens vom Gerichtsdiener (Henry Vahl) abgeführt, während Frau Lührs freigesprochen wird. Dass sie dem Staatsanwalt selbst die Karten legt, bringt ihr dann noch einmal fünf Mark ein.

## Hintergrund
Die Komödie wurde als Beitrag zur ARD-Fernsehlotterie aufgeführt. Der stets wiederkehrende Ausspruch „Mit fünf Mark bin ich dabei!“ stellt das Motto der Fernsehlotterie dar. Da es nur diese eine hochdeutsche Aufführung gab, konnte der Kölner Schauspieler Willy Millowitsch, der kein Plattdeutsch sprach, für die Nebenrolle als Richter gewonnen werden. In einer weiteren Gastrolle ist Freddy Quinn zu sehen, Hanno Thurau spielt einen Beisitzer. Die Ausstrahlung erfolgte am 14. September 1968 durch die ARD.

## Weitere Fernsehaufzeichnungen
Bereits im Jahre 1964 wurde die Komödie unter dem Titel Die Kartenlegerin oder Die Welt will betrogen sein vom NDR unter der Fernsehregie von Alfred Johst aufgezeichnet. Mit zwei Ausnahmen war die Besetzung mit der 1968er Version identisch. Den Richter Kleinfisch spielte Hans Mahler, der auch damals die Bühnenregie innehatte, und Günter Lüdke verkörperte den Justizwachtmeister.
Außerdem wurde das Stück noch einmal 1982 in einer Neuinszenierung des St-Pauli-Theaters aufgezeichnet, diesmal vom ZDF. Hier spielte ein weiteres Mal Heidi Kabel die Rolle der Wilhelmine Lührs. Den Richter Kleinfisch spielte diesmal Benno Hattesen, der auch für die Regie verantwortlich war; des Weiteren verkörperte Joachim Wolff den Peter Henck, Ingrid von Bothmer seine Frau Ida und Edgar Frank den Staatsanwalt.
Am 5. April 1993 gab es eine Neuinszenierung im Rahmen des Komödienstadel. Hier ist Veronika Fitz die Wahrsagerin Minna Schreiner. Udo Thomer ist Franz Bauernfeind, Kathi Leitner seine Frau Ilse, Timothy Peach Edi, Karin Thaler Christl, Werner Schnitzer Karl Huber, Christian Wittmann Fritzl, Raidar Müller-Elmau den Staatsanwalt, Gerd Deutschmann den Richter, Werner Zeussel den Justizwachtmeister und Hans Gruber den Protokollführer.

## Fernsehausstrahlungen
- 2014: NDR, 1. März 2014, 20.15 Uhr, 125 Minuten